# Кунг фу тоа
Кунг Фу То'A (на персийски: کونگ‌فو توآ) е иранско бойно изкуство, разработено от проф. д-р Ибрахим Мирзаи в периода от 1950 до 1970 г.
Стилът е уникален, оказвайки благотворно влияние върху ума и тялото. Комбинация от Северен и Южен Шаолин, То'A по същество се уповава на овладяването на форми (хат, кхат) с характерните за стила движения и техники, еднакво ефективни, както с оръжие, така и без. Присъщо за източните бойни изкуства, стилът силно акцентира върху медитация, физическото и психическото здраве.
Днес Tо'A кунг фу е най-популярното бойно изкуство в Иран с над 200 000 ученици и повече от 1 млн. последователи в цял свят.
Стилът съдържа близо 73 000 техники, комбинации и движения. Динамични, вълнообразни и силно подчертани техники (нар. „шокови“), често завършващи с въртеливи движения.

## История
Кунг Фу То'A е създаден от иранският учител Ибрахим Мирзаи в периода от 1950 – 1970 г. Мирзаи развива и създава този стил, целящ цялата енергия на тялото да бъде използвана по оптимално ефективен начин.
С финансовата подкрепа от шах Реза Пахлави, Мирзаи предприема пътуване през Азия, за да изучи различни бойни изкуства и така да създаде уникален персийски стил кунг фу. Именно това негово пътуване, води и до зараждането на To'А кунг фу.
Гранд Мастър Мирзаи натрупва сложни, задълбочени познания в Тае Куон До, Карате, Кунг фу, Йога и Тай Чи. Комбинирайки знанията си в няколко области, Мирзаи създава To'А кунг фу, чиято умствена и физическа подготовка правят тялото бързо, гъвкаво и много мощно, способно да освободи огромна сила в рамките на стотни от секундата. Създаването на този уникален стил отнема на Мирзаи 25 години.
След Иранската Революция, практикуването на То'A официално се забранява. Мирзаи се сблъсква с враждебността на Ислямските правителствени органи, преди всичко заради духовния аспект на неговото учение. Няколко години след Революцията го прострелват в краката. Успява да избяга в Турция, впоследствие в Европа, където и до днес неговото местоположение остава в неизвестност.
След поставената забрана в Иран и изчезването на Мирзаи, стилът То'A продължава да се разпространява от успелите да избягат. Повечето се отправят към Европа, останалите към Северна и Южна Америка и Близкия изток.
От няколко години насам, То'А се счита за най-популярното бойно изкуство в Иран, признато като легален официален спорт.

## Седемте форми
Има седем основни форми в Кунг Фу To' а. Вместо „форма“ термини като „кхат“ или „линия“, са по уместни. Формата представлява поредица от движения, съставена от много и различни техники, които служат както за самоотбрана така и за атакуване. След полагането на изпит, в присъствието поне на един Мастър, ученика получава лента на дясната си гърда на горната си дреха.
Отвъд физическото възпитание всяка една от седемте форми, се занимава с дадена философска тема.
1. Анато'A
2. Атадо
3. Суто
4. Самсамае
5. Маяна
6. Куанна и Вест Маяна (2 форми, Вест Маяна също се нарича Вест „Ай“).
7. Ваймабато

Официално, зелен пояс се дава на То'A ученик преминал успешно изпит на всичките седем форми, изпълнени една след друга в низходящ ред. Когато ученик премине това изпитание, той сменя цвета на горната си дреха в червена.
След този етап, обучението преминава в овладяване на две форми с оръжие: Sai и Рукейма (меч).

## Пояс
Свещеният пояс е съставен от червен плат, през средата на който минават различни по цвят ленти в зависимост от овладяната степен на ученика: бяла, зелена, кафява или черна. Червен пояс може да бъде носен само от Великия Учител Мирзаи.

## Философия
Кунг Фу е свят изпълнен с движение, движение на силата, движение на красотата, движение на справедливостта и хуманността, движение на едно здраво общество, движение на чистата мисъл, там където лежи тайния език на душата. Това е нещо което свързват с пътя на сърцето, да преоткриеш пътя на чистото познание, онова което е било винаги в нас.
Друг начин за постигане на осъзнаване е медитацията. Използва се за прочистване на ума, освобождавайки практикуващия от мисли за присъствие, усилва концентрацията и те изправя пред собственото ти его.
Подобен аналог на идеята за пътят на чистото сърце и учението на седемте форми в Кунг Фу То'A, можем да намерим в персийската литература: „Съвещанието на птиците“ от Фаридудин Атар (1136 – 1230).

### Съвещанието на птиците (Жар птица)
„Съвещанието на птиците“ („Manteq-ot-teir“) от Фаридудин Атар е персийска история за хиляди птици които предприели пътуване за да открият Жар птицата (Simorgh) – краля на всички птици. От всички птици само 30 достигат целта си и пристигайки, те осъзнават, че не кой да е, а самите те са Жар птицата.
Думата „Симорг“ се състои от персийските думи „Тридесет“ (SI) и „Птици“ (murgh).

## Символика
Един от най-често използваните символи в Кунг Фу То'A е сокол с разперени криле. Произхода на този символ може да потърсим в една приказка за Жар птицата, където тя разпространява с крилото си семената от дървото на живота по целия свят. Соколът се смята за изключително проницателен със своите малки кръгли светещи очи. Зрението, ловните инстинкти, благородството и силата са негови характерни черти.
„Соколът ни учи както на бързина при движенията, така и на търпение и спокойствие. Той представя разпознаването на възможностите и вземането на правилни решения в подходящия момент. Учи ни на това, че при полагането на големи усилия, се постига голям успех. Той символизира лидерството, предпазливостта и вниманието. Той стои винаги зад бързия, добрия и чист ум и ни помага за това как да използваме нашите умствени способности по-ефективно за да постигнем нещата които искаме.“
- Следните снимки показват най-често срещаните символи в Kung Fu To'A.
- Сокол с разперени криле. Често символите Ин и Ян са хванати в неговите нокти.
- Лого на гърба на горната дреха при Кунг Фу То'A.
- Circular arranged Persian writing meaning „world of body and mind“.

## Техники
Характерни техники за този кунг фу стил са т.нар. шокови техники. Тези техники са силно акцентирани в края на движението. За използването на тази техника, да бъдеш бърз и точен е по-важно от чисто физическата сила. Много техники завършват с (кратки) завъртания за преразпределение на силата към въображаемия противник.
Освен това, енергията на последната техника, се използва за следващата техника. Това е необходимо, особено за по-високите нива на формите, тъй като те стават все по дълги и единствения начин да бъдат овладени е, чрез прилагане на тези динамични техники и чрез правилна техника на дишане.